# Vani (praktijk)
Vani of Swara is een praktijk bij Pakistaanse stammen waarbij een vrouw gedwongen wordt met een vijand te trouwen als genoegdoening voor een bloedvete. Wanneer een vrouw bij haar schoonfamilie komt te wonen, dan wordt zij vijandig behandeld. Het komt vaak voor dat de vrouw in feite een kind is.